# Ženski rukomet na Mediteranskim igrama 1991.
Ženski rukometni turnir na MI 1991. održao se je u Ateni u Grčkoj. Kuriozitet je da je pobijedila reprezentacija mrtve države. Jugoslavija je je u završnici pobijedila Francusku. U susretu za broncu Španjolska je pobijedila Italiju.
Natjecale su se Grčka, Francuska, Italija, Jugoslavija i Španjolska.

## Konačni poredak
(poredak nepotpun)
| Mj. | Država      |
| --- | ----------- |
| 1.  | Jugoslavija |
| 2.  | Francuska   |
| 3.  | Španjolska  |
| 4.  | Italija     |

| Pobjednice               |
| ------------------------ |
| Jugoslavija Drugi naslov |